# アイシテラブル!
「アイシテラブル!」は、日本の女性アイドルグループ・SKE48の楽曲。作詞は秋元康、作曲は小澤正澄が担当した。2012年5月16日に、SKE48の9作目のシングルとしてavex traxから発売された。楽曲のセンターポジションは松井珠理奈が務めた。

## 背景とリリース

### タイトルの経緯
タイトルは「アイシテル」+「アイラブユー」の造語。当初「アイラブシテル」と「アイシテラブル」の2候補があってメンバーは両方の歌詞を覚えるように指示され、後に一旦「アイラブシテル」に決まっていた。しかし、メンバーはミュージック・ビデオのリップシーン撮影の際に実際に歌う中で、「アイシテラブル」の方がよい、耳に残ると感じており、メンバー同士話し合った末、松井玲奈がプロデューサーの秋元康にタイトル変更をメールで伝える事となった。結果、秋元は了承しタイトルは「アイシテラブル」と変更になった。

### リリース
前作「片想いFinally」から4か月ぶりのシングル。TYPE-A、TYPE-B、TYPE-C、劇場盤（mu-mo盤）の4形態でのリリースで、劇場盤は従来とは異なりmu-mo限定販売の方式となった。
「アイシテラブル!」の選抜メンバーは、前作から2人が入れ替わった。矢方美紀が初の選抜入り。石田安奈は「パレオはエメラルド」以来約10か月ぶりの選抜復帰。前作の選抜メンバーだった桑原みずき・平松可奈子が選抜から外れた。今作品でもカップリング曲を含め、タイアップは付いていない。
カップリング曲のユニットは、「白組」「紅組」「セレクション8」の3つが前作に引き続いて編成されているほか、全員歌唱曲がなくなった代わりに「研究生」による楽曲が収録された。研究生名義のオリジナル楽曲はSKE48としては初となる。レコーディングの時点で怪我で活動を休止していたチームSの平松、チームKIIの3人（赤枝里々奈、加藤智子、山田澪花）、チームEの4人（酒井萌衣、高木由麻奈、竹内舞、都築里佳）と研究生の6人（井口栞里、犬塚あさな、今出舞、内山命、小林絵未梨、水埜帆乃香）がこのシングルのどの楽曲にも参加していない。
キャッチコピーは「アイシテル+アイラブユー＝アイシテラブル!」。
CDの封入特典として、初回生産分には全国握手会参加引換券と、全16種類あるオリジナルトレーディングカードのうち1枚が付いた。

### プロモーション
テレビ番組
- 火曜曲!（TBSテレビ・2012年5月15日放送）
「アイシテラブル!」を披露[6]。
- 森田一義アワー 笑っていいとも!（フジテレビ・2012年5月16日放送）
『我が社のイチ推し』コーナーに高柳明音と松井玲奈がゲスト出演[7]。
- ハッピーMusic（日本テレビ・2012年5月19日未明放送）
「アイシテラブル!」を披露[8]。
- 昼まで待てない!（名古屋テレビ・2012年5月19日放送）
大矢真那と矢方美紀がゲスト出演[9]。

ラジオ番組
- 宮地佑紀生の聞いてみや〜ち（東海ラジオ放送・2012年5月16日放送）
大矢真那、古川愛李、矢方美紀がゲスト出演[10]。

## 音楽性と批評
テーマは夏の恋で、速いテンポのロック調のメロディを特徴とする曲。曲中にはパーティ調のコーラスも挟まれている。「CDジャーナル」は、レビューの中で「キラキラとした恋模様」を元気に歌った曲、また軽快なリズムのダンス曲と紹介しているほか、ロック・アレンジはヘヴィ・ロック的なもので、曲調もテンションが高く、「夏のキラー・チューン」とも評している。
Billboard JAPANの杉岡祐樹はSKE48ならではの「元気で爽やかな曲」としている。片想いや告白を前にした心情を歌ってきたこれまでのSKE48の曲とは違って「ラブラブなカップル」を歌った曲になっていて、松井玲奈は初めて歌詞を読んだときにびっくりしたという。

## アートワーク
| TYPE-A 表 | 松井珠理奈・松井玲奈                                                     |
| TYPE-A 裏 | 「アイシテラブル!」選抜メンバー16名                                      |
| TYPE-B 表 | 小木曽汐莉・木本花音・須田亜香里・高柳明音・松本梨奈・矢方美紀・矢神久美 |
| TYPE-B 裏 | 「白組」メンバー12名                                                     |
| TYPE-C 表 | 石田安奈・大矢真那・金子栞・木﨑ゆりあ・秦佐和子・古川愛李・向田茉夏     |
| TYPE-C 裏 | 「紅組」メンバー12名                                                     |
| 劇場盤 表 | 高柳明音・松井珠理奈・松井玲奈                                           |
| 劇場盤 裏 | 「アイシテラブル!」選抜メンバー16名                                      |

ジャケット写真は、白い衣装で笑顔のメンバーの姿が澄んだ空と夏の木々を背景に配置される構図になっている。ジャケットに描かれているタイトルロゴは、チームKIIの矢方美紀によるもの。

## チャート成績
発売前日（集計初日）の2012年5月15日付オリコンデイリーシングルチャートで推定売上枚数約9万9000枚を記録し、初登場で1位にランクインした。初日の枚数では前作「片想いFinally」が記録した約28万5000枚を下回った。翌5月16日付では約28万8000枚を記録しており、本作においては推定売上枚数が集計初日より2日目に集中した。
2012年5月28日付オリコン週間シングルチャートで初登場1位にランクインした。同チャートにおけるSKE48のシングルの1位獲得は「バンザイVenus」から5作連続・通算5作目となり、オリコンによると女性グループで5作連続1位を達成したのはピンク・レディー、おニャン子クラブ、AKB48に次ぐ史上4組目である。また初動売上は約47万2000枚であった。SKE48のシングルはデビュー以降リリースごとに初動売上を伸ばし続けていたが、本作でそれが途切れることになった（前作の初動売上は約49万6000枚）。
Billboard JAPAN Hot 100でも初登場1位を記録した。

## ミュージック・ビデオ
ミュージック・ビデオの撮影はサイパンで行われた。沖合の浅瀬の海上に特設ステージを設置し、ステージ上のダンスを高速ボートの使用と空撮により撮影した。撮影で用いた衣装はジャケットのものとは異なるカラフルなもので、水しぶきを気にせずに踊るシーンや、「可愛らしい」リップシンクのシーンが特徴的とされている。
MVには、サイパンに移動するまでのメンバーの様子も収録されている。メンバーが歌や振りを覚えたのはサイパンに到着してからで、撮影スケジュールはタイトだったという。なお、付属DVDには撮影のメイキング映像も収録されている。

## シングル収録トラック

### TYPE-A
| #  | タイトル                             | 作詞   | 作曲       | 編曲           | 時間 |
| -- | ------------------------------------ | ------ | ---------- | -------------- | ---- |
| 1. | 「アイシテラブル!」                  | 秋元康 | 小澤正澄   | 小澤正澄       | 3:35 |
| 2. | 「ハレーション」(セレクション8)      | 秋元康 | 森脇正敏   | 佐々木裕       | 4:23 |
| 3. | 「目が痛いくらい晴れた空」(研究生)   | 秋元康 | 中谷あつこ | 野中“まさ”雄一 | 3:56 |
| 4. | 「アイシテラブル! off vocal」        |        |            |                |      |
| 5. | 「ハレーション off vocal」           |        |            |                |      |
| 6. | 「目が痛いくらい晴れた空 off vocal」 |        |            |                |      |

| #  | タイトル                                    | 作詞 | 作曲・編曲 |
| -- | ------------------------------------------- | ---- | ---------- |
| 1. | 「アイシテラブル! music video」             |      |            |
| 2. | 「特典映像I 出張公演 live movie」           |      |            |
| 3. | 「特典映像II アイシテラブル! making video」 |      |            |

### TYPE-B
| #  | タイトル                             | 作詞   | 作曲       | 編曲           | 時間 |
| -- | ------------------------------------ | ------ | ---------- | -------------- | ---- |
| 1. | 「アイシテラブル!」                  | 秋元康 | 小澤正澄   | 小澤正澄       | 3:35 |
| 2. | 「あうんのキス」(白組)               | 秋元康 | 福田貴訓   | 野中“まさ”雄一 | 3:26 |
| 3. | 「目が痛いくらい晴れた空」(研究生)   | 秋元康 | 中谷あつこ | 野中“まさ”雄一 | 3:56 |
| 4. | 「アイシテラブル! off vocal」        |        |            |                |      |
| 5. | 「あうんのキス off vocal」           |        |            |                |      |
| 6. | 「目が痛いくらい晴れた空 off vocal」 |        |            |                |      |

| #  | タイトル                                                  | 作詞 | 作曲・編曲 |
| -- | --------------------------------------------------------- | ---- | ---------- |
| 1. | 「アイシテラブル! music video」                           |      |            |
| 2. | 「あうんのキス music video」                              |      |            |
| 3. | 「特典映像 「SKE48 どっきり大作戦!!PartI」special movie」 |      |            |

### TYPE-C
| #  | タイトル                                 | 作詞   | 作曲       | 編曲           | 時間 |
| -- | ---------------------------------------- | ------ | ---------- | -------------- | ---- |
| 1. | 「アイシテラブル!」                      | 秋元康 | 小澤正澄   | 小澤正澄       | 3:35 |
| 2. | 「なんて銀河は明るいのだろう」(紅組)     | 秋元康 | 小西裕子   | 野中“まさ”雄一 | 4:24 |
| 3. | 「目が痛いくらい晴れた空」(研究生)       | 秋元康 | 中谷あつこ | 野中“まさ”雄一 | 3:56 |
| 4. | 「アイシテラブル! off vocal」            |        |            |                |      |
| 5. | 「なんて銀河は明るいのだろう off vocal」 |        |            |                |      |
| 6. | 「目が痛いくらい晴れた空 off vocal」     |        |            |                |      |

| #  | タイトル                                                   | 作詞 | 作曲・編曲 |
| -- | ---------------------------------------------------------- | ---- | ---------- |
| 1. | 「アイシテラブル! music video」                            |      |            |
| 2. | 「なんて銀河は明るいのだろう music video」                 |      |            |
| 3. | 「特典映像 「SKE48 どっきり大作戦!!PartII」special movie」 |      |            |

### 劇場盤
| #  | タイトル                                 | 作詞   | 作曲     | 編曲           | 時間 |
| -- | ---------------------------------------- | ------ | -------- | -------------- | ---- |
| 1. | 「アイシテラブル!」                      | 秋元康 | 小澤正澄 | 小澤正澄       | 3:34 |
| 2. | 「あうんのキス」(白組)                   | 秋元康 | 福田貴訓 | 野中“まさ”雄一 | 3:23 |
| 3. | 「なんて銀河は明るいのだろう」(紅組)     | 秋元康 | 小西裕子 | 野中“まさ”雄一 | 4:21 |
| 4. | 「SKE48 9th single medley」              |        |          |                |      |
| 5. | 「アイシテラブル! off vocal」            |        |          |                |      |
| 6. | 「あうんのキス off vocal」               |        |          |                |      |
| 7. | 「なんて銀河は明るいのだろう off vocal」 |        |          |                |      |

## 選抜メンバー
- 石田安奈
- 大矢真那
- 小木曽汐莉
- 金子栞
- 木﨑ゆりあ
- 木本花音
- 須田亜香里
- 高柳明音
- 秦佐和子
- 古川愛李
- 松井珠理奈
- 松井玲奈
- 松本梨奈
- 向田茉夏
- 矢方美紀
- 矢神久美